# Maryna Remsza
Maryna Iwanauna Remsza (biał. Марына Іванаўна Рэмша, ros. Марина Ивановна Ремша, Marina Iwanowna Riemsza; ur. 8 marca 1965 w Workucie) – białoruska lekarka i polityk, w latach 2008–2012 deputowana do Izby Reprezentantów Zgromadzenia Narodowego Republiki Białorusi IV kadencji.

## Życiorys
Urodziła się 8 marca 1965 roku w Workucie w Komijskiej ASRR, w Rosyjskiej FSRR, ZSRR. Ukończyła Grodzieński Państwowy Instytut Medyczny, uzyskując wykształcenie lekarki. Pracowała jako lekarz pogotowia ratunkowego w rejonie grodzieńskim i w Grodnie, oddziałowa lekarka terapeutka, kierowniczka oddziału terapeutycznego 1. Miejskiej Polikliniki m. Grodna, zastępczyni kierownika Wydziału Ochrony Zdrowia Grodzieńskiego Miejskiego Komitetu Wykonawczego, lekarka główna 4. Miejskiej Polikliniki m. Grodna. Była deputowaną do Grodzieńskiej Miejskiej Rady Deputowanych.
27 października 2008 roku została deputowaną do Izby Reprezentantów Zgromadzenia Narodowego Republiki Białorusi IV kadencji z Grodzieńskiego-Północnego Okręgu Wyborczego Nr 51. Pełniła w niej funkcję członkini Stałej Komisji ds. Ochrony Zdrowia, Kultury Fizycznej, Rodziny i Młodzieży. Od 13 listopada 2008 roku była członkinią Narodowej Grupy Republiki Białorusi w Unii Międzyparlamentarnej.

## Życie prywatne
Maryna Remsza jest mężatką, ma córkę.